# Buitenhof (Delft)

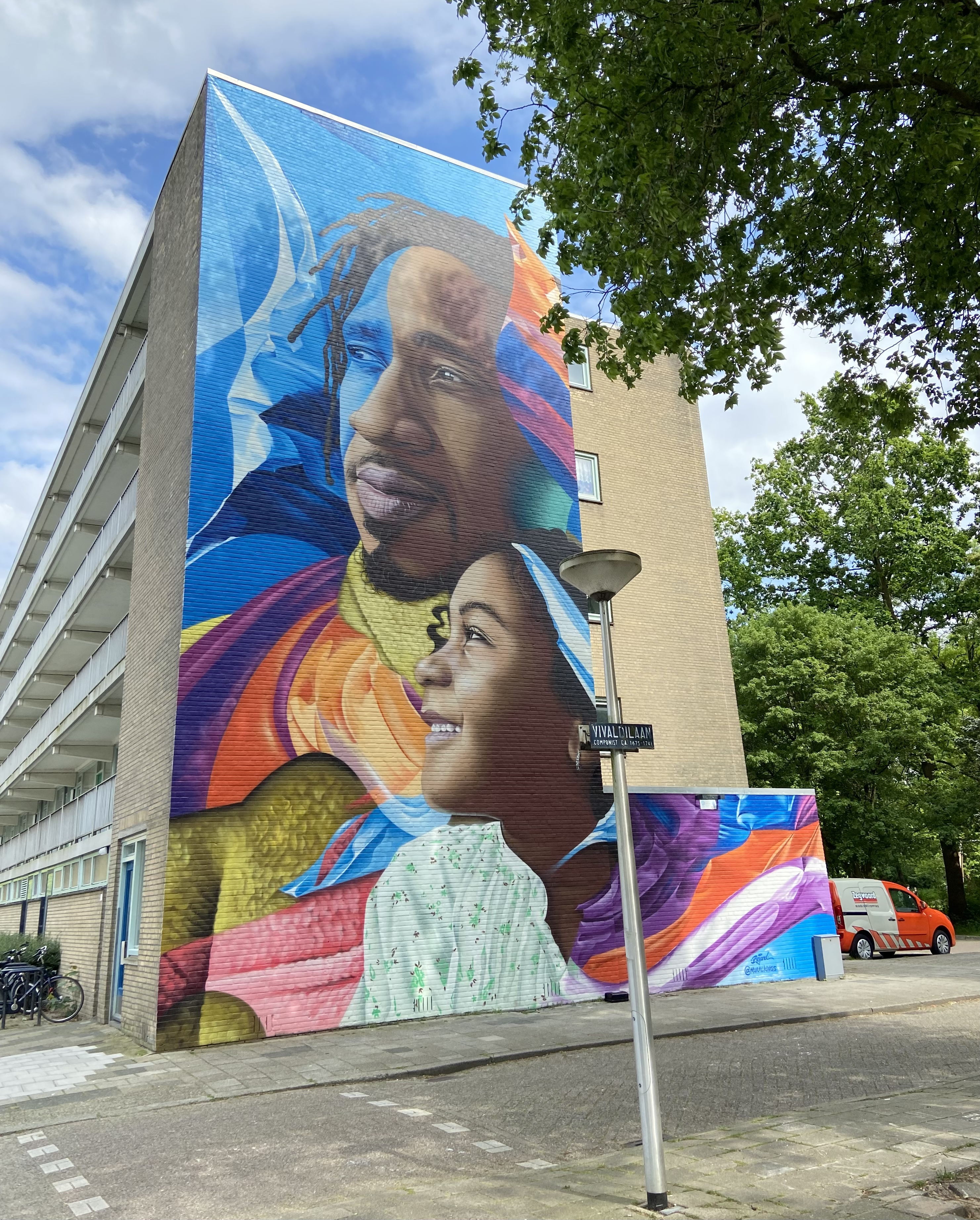
Muurschildering op een gebouw in de Gillisbuurt, aan de Vivaldilaan in Delft

Buitenhof is een wijk in het westen van Delft, in de Nederlandse provincie Zuid-Holland. Per 1 januari 2023 woonden er 13.715 personen, verdeeld over 6743 huishoudens.
Buitenhof bestaat uit de volgende buurten:
- Reinier de Graafbuurt
- Buitenhof-Noord
- Juniusbuurt
- Gillisbuurt
- Fledderusbuurt
- Het Rode Dorp
- Pijperring
- Verzetstrijdersbuurt
- Vrijheidsbuurt
- Buitenhof-Zuid
- Kerkpolder

## Demografie
Buitenhof is samen met de Voorhof een migrantenwijk en heeft in Delft het hoogste percentage bewoners waarvan ten minste één ouder in het buitenland is geboren. In 2013 had in Buitenhof 57,2% van de bevolking twee ouders die in Nederland waren geboren; 2,3% had ten minste één ouder die in Turkije was geboren, 4,2% in Suriname, 2,8% in Marokko, 2,5% in Somalië en 1,4% had ten minste één ouder die in China was geboren.
In 2021 was 54% Nederlands en 46% had een migratieachtergrond.
In de Gillisbuurt heeft 73% ten minste één ouder die in het buitenland is geboren, waarvan 13,1% in Turkije, 9,3% Marokko, 7,0% Suriname, 6,9% Somalië, 6,5% in de Antillen en 3,6% in Irak. Van de Turkse en Irakese gemeenschap in Buitenhof is een groot percentage van Koerdische komaf. In Het Rode Dorp heeft 54% ten minste één ouder die in het buitenland is geboren, 52,9% van de bevolking van Buitenhof-Noord heeft twee ouders die in Nederland zijn geboren, en in de Reinier de Graafbuurt ligt dit percentage op 50,4.
De sociaal economische positie van een deel van de Buitenhof ten opzichte van de rest van Delft is laag en veel gezinnen leven van een minimuminkomen. Delen van de Buitenhof worden gekenmerkt als zogenaamde probleembuurt (Buitenhof is een 40+ wijk van Vogelaar, geselecteerd in 2010).

## Voorzieningen
Buitenhof heeft een zwembad genaamd Kerkpolder, dat ook een recreatiegebied is. Buitenhof heeft voetbalverenigingen. En heeft 2 middelbare scholen: het Grotius College en het Christelijk Lyceum Delft. In de wijk Buitenhof is een ziekenhuis, namelijk het Reinier de Graaf Gasthuis. De wijk heeft ook pleinen en sportparkjes.
Buitenhof heeft twee kleine winkelcentra aan de Griegstraat en de Vrijheidslaan en het winkelcentrum 'In de Hoven' is op loopafstand.
Stad: Delft     Buurtschappen: Abtswoude · Klein-Delfgauw

Wijken en Buurten: Buitenhof · Centrum · Delftse Hout · Hof van Delft · Ruiven · Schieweg · Tanthof · Voordijkshoorn · Voorhof · Vrijenban · Wippolder

Bedrijventerreinen: Delftechpark · Technopolis

Zuid-Holland: Steden en dorpen    Nederland: Provincies · Gemeenten